# Stefan Dohr
Stefan Dohr (ur. 3 września 1965 w Münster) – niemiecki waltornista powiązany z orkiestrą "Filharmonicy Berlińscy".

## Życiorys
Studiował u prof. Wolfganga Wilhelmi na Musikhochschule w Essen oraz u prof. Ericha Penzela w Kolonii. Od 1993 roku jest solistą Filharmonii Berlińskiej.
Prowadził kursy mistrzowskie m.in. w Accademia Chigiana w Sienie, Conservatoire National w Paryżu, Hochschule der Künste w Berlinie.